# Kazinform

Logo

Kazinform ist die kasachische nationale Nachrichtenagentur mit Hauptsitz in Astana. Sie wurde 1920 gegründet. Der Schwerpunkt der Berichterstattung liegt auf Nachrichten aus Kasachstan sowie Europa und Asien.

## Geschichte
Bis 1925 trug die Nachrichtenagentur den Namen Orenburg-Turgay Department of ROST. Danach wurde sie in KazROST umbenannt, bis sie 1937 in KazTAG umbenannt wurde. Eine erneute Umbenennung auf Befehl des kasachischen Präsidenten Nursultan Nasarbajew folgte 1997 in KazAAG. 2002 erhielt sie auf Beschluss der kasachischen Regierung den Namen Kazinform. Seit 2008 gehört die Nachrichtenagentur zur Holding Arna-Media.